# Stormyrtjärnen (Hassela socken, Hälsingland)
Stormyrtjärnen är en sjö i Nordanstigs kommun i Hälsingland och ingår i Gnarpsåns huvudavrinningsområde.